# Azja
Azja (gr. Ἀσία Asía, łac. Asia) – w zależności od podejścia: największy kontynent na Ziemi lub część świata, która razem z Europą tworzy największy kontynent, Eurazję. Nazywana jest często kontynentem wielkich kontrastów geograficznych.
Sąsiaduje z Europą od zachodu, Afryką od południowego zachodu, Oceanem Indyjskim i Australią od południowego wschodu oraz Pacyfikiem od wschodu. Dokładny przebieg zachodniej granicy geograficznej przedstawiony jest w haśle granica Europa-Azja.
Obszar Azji to 44,6 mln km² powierzchni lądów, co stanowi około 30% powierzchni wszystkich lądów. Ma charakter wyżynno-górski (wyżyny stanowią 75% powierzchni tego kontynentu – średnia wysokość Azji to prawie 1000 m n.p.m.). Azję zamieszkuje 4436,33 mln ludzi, co daje 99,9 osób na km² (dane z 2016 roku).
Skrajnym punktem na północy jest przylądek Czeluskin (77°43′N), na południu przylądek Piai (1°16′N), na zachodzie zaś przylądek Baba (26°05′E), a na wschodzie przylądek Dieżniowa (169°40′W). Rozciągłość równoleżnikowa równa jest około 8600 km, zaś rozciągłość południkowa 8400 km. Linia brzegowa, wraz z wyspami, wynosi powyżej 70 000 km długości.

## Nazwa
Nazwa kontynentu trafiła do języka polskiego z języka greckiego za pośrednictwem łaciny. Co do pierwotnego źródła nazwy brak jest pewności. Wskazywane są zarówno powiązania z asyryjskim assu, znaczącym wstający (o słońcu), akadyjskim aṣû, tj. wejściem, miejscem jasnym, krajem wschodu, anatolijską nazwą federacji 22 państw Assuwa, jak i z greckim słowem asis oznaczającym namuł rzeczny.
Początkowo nazwa ta odnosiła się jedynie do Azji Mniejszej. Około 450 r. p.n.e. odróżniono Azję Właściwą od Azji Mniejszej. Azja (Asja) była imieniem nimfy okeanidy w mitologii greckiej. Tak również nazywano i rodzaj żyta. Prawdopodobne jest również, że nazwa „Azja” pochodzi od greckiego określenia Asios leimon (dosł. łęg azyjski). Asios utworzone byłoby od greckiego asis, oznaczającego muł rzeczny. Wymieniony łęg azyjski leżał u ujścia rzeki Kaistru w pobliżu Efezu, a więc w Azji Mniejszej. Z chwilą podboju Azji Mniejszej przez Persów Grecy nazwali Azją obszary leżące na wschód od Morza Egejskiego. Dopiero później nazwą tą objęto cały kontynent.

## Podział polityczny Azji

### Państwa Azji

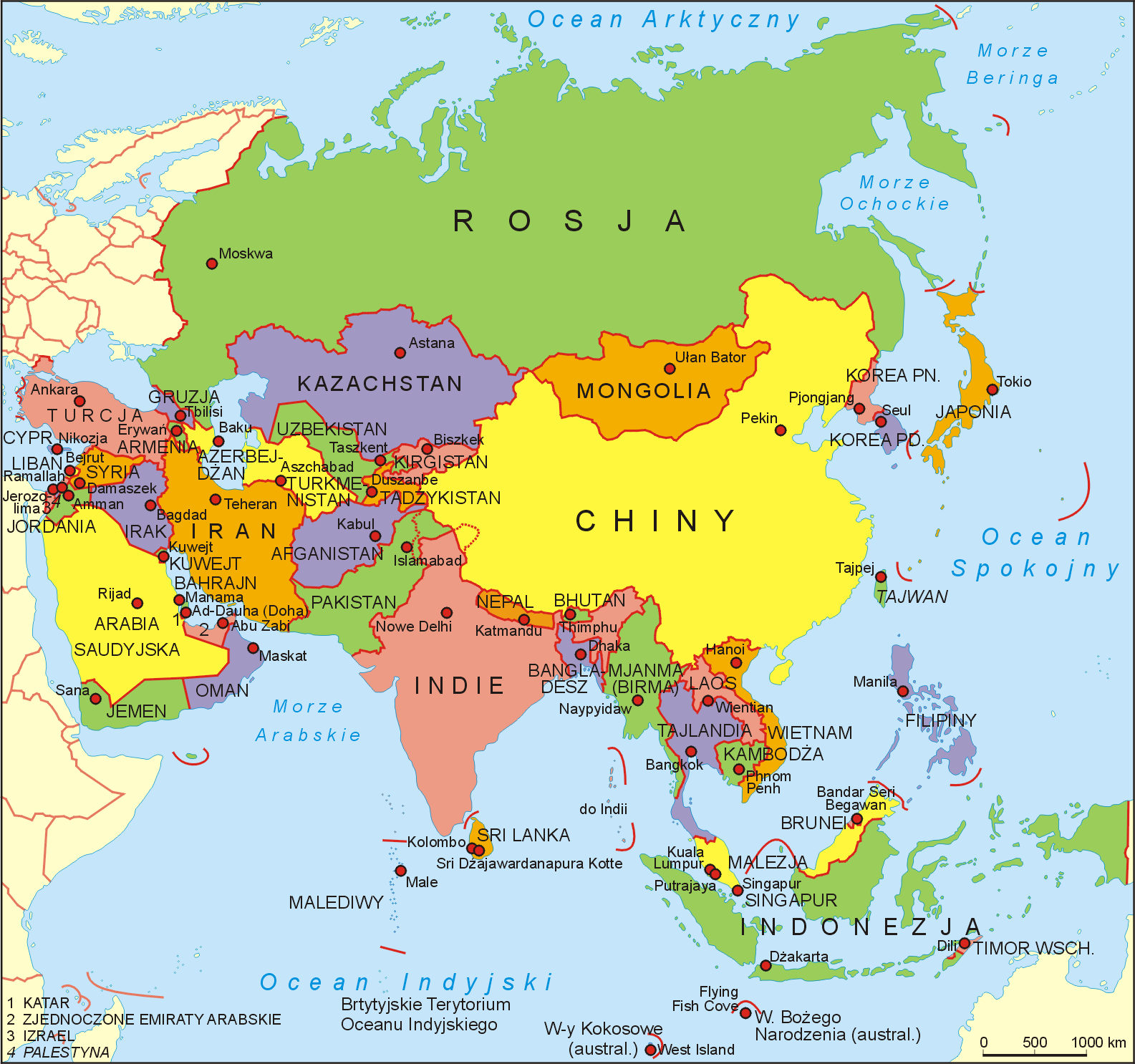
Mapa polityczna Azji. Ujęto także europejskie części państw, które leżą na obu kontynentach (Rosja, Turcja, Kazachstan, Gruzja i Azerbejdżan)

| Państwa niepodległe          | Państwa niepodległe           | Państwa niepodległe | Państwa niepodległe             | Państwa niepodległe |
| Państwo                      | Stolica                       | Powierzchnia [km²]  | Ludność Stan na 1 stycznia 2008 |                     |
| ---------------------------- | ----------------------------- | ------------------- | ------------------------------- | ------------------- |
| Afganistan                   | Kabul                         | 647 500             | 33 057 000                      |                     |
| Arabia Saudyjska             | Rijad                         | 2 149 700           | 27 416 597                      |                     |
| Armenia                      | Erywań                        | 30 000              | 3 275 000                       |                     |
| Azerbejdżan                  | Baku                          | 87 000              | 9 213 007                       |                     |
| Bahrajn                      | Manama                        | 678                 | 689 345                         |                     |
| Bangladesz                   | Dhaka                         | 144 000             | 151 368 352                     |                     |
| Bhutan                       | Thimphu                       | 47 000              | 682 321                         |                     |
| Brunei                       | Bandar Seri Begawan           | 5800                | 372 361                         |                     |
| Chiny                        | Pekin                         | 9 566 400           | 1 306 313 8131)                 |                     |
| Cypr                         | Nikozja                       | 9 3002)             | 778 9242)                       |                     |
| Filipiny                     | Manila                        | 300 100             | 91 468 677                      |                     |
| Gruzja                       | Tbilisi                       | 69 7007)            | 4 691 8087)                     |                     |
| Indie                        | Nowe Delhi                    | 3 166 700           | 1 102 358 9998)                 |                     |
| Indonezja9)                  | Dżakarta                      | 1 904 400           | 246 973 10010)                  |                     |
| Irak                         | Bagdad                        | 434 300             | 28 074 906                      |                     |
| Iran                         | Teheran                       | 1 663 200           | 69 000 869                      |                     |
| Izrael                       | Jerozolima                    | 20 300              | 6 995 301                       |                     |
| Japonia                      | Tokio                         | 378 000             | 128 917 246                     |                     |
| Jemen                        | Sana                          | 528 000             | 20 727 063                      |                     |
| Jordania                     | Amman                         | 89 300              | 5 308 000                       |                     |
| Kambodża                     | Phnom Penh                    | 178 300             | 13 607 000                      |                     |
| Katar                        | Doha                          | 11 600              | 840 290                         |                     |
| Kazachstan12)                | Astana                        | 2 745 400           | 15 233 24413)                   |                     |
| Kirgistan                    | Biszkek                       | 199 900             | 5 081 429                       |                     |
| Korea Południowa             | Seul                          | 99 300              | 49 640 671                      |                     |
| Korea Północna               | Pjongjang                     | 124 200             | 22 912 177                      |                     |
| Kuwejt                       | Kuwejt                        | 17 800              | 2 600 000                       |                     |
| Laos                         | Wientian                      | 236 900             | 5 800 000                       |                     |
| Liban                        | Bejrut                        | 10 370              | 3 820 000                       |                     |
| Malediwy                     | Male                          | 298                 | 359 008                         |                     |
| Malezja                      | Kuala Lumpur                  | 329 700             | 22 662 365                      |                     |
| Mjanma                       | Naypyidaw                     | 677 200             | 53 953 136                      |                     |
| Mongolia                     | Ułan Bator                    | 1 564 100           | 2 791 272                       |                     |
| Nepal                        | Katmandu                      | 147 000             | 28 287 147                      |                     |
| Oman                         | Maskat                        | 309 500             | 2 340 000                       |                     |
| Pakistan                     | Islamabad                     | 880 100             | 178 801 56014)                  |                     |
| Rosja12)                     | Moskwa6)                      | 17 075 40013)       | 140 832 54013)                  |                     |
| Singapur                     | Singapur                      | 683                 | 4 425 720                       |                     |
| Sri Lanka                    | Sri Dźajawardanapura Kotte15) | 65 200              | 20 222 240                      |                     |
| Syria                        | Damaszek                      | 185 200             | 18 881 361                      |                     |
| Tadżykistan                  | Duszanbe                      | 143 100             | 7 320 815                       |                     |
| Tajlandia                    | Bangkok                       | 513 000             | 64 185 502                      |                     |
| Timor Wschodni               | Dili                          | 14 604              | 1 040 880                       |                     |
| Turcja12)                    | Ankara                        | 773 700             | 76 704 41213)                   |                     |
| Turkmenistan                 | Aszchabad                     | 488 100             | 3 999 923                       |                     |
| Uzbekistan                   | Taszkent                      | 447 100             | 27 307 134                      |                     |
| Wietnam                      | Hanoi                         | 332 000             | 82 689 518                      |                     |
| Zjednoczone Emiraty Arabskie | Abu Zabi                      | 83 600              | 4 320 000                       |                     |

1) Bez Tajwanu
2) Wraz z Cyprem Północnym
3) Azjatycką część państwa stanowi tylko półwysep Synaj
4) miasto leży na obszarze Afryki
5) Azjatycka część państwa obejmuje tylko niewielkie obszary wysp Sporad, Chios i Lesbos
6) Miasto leży na obszarze Europy
7) Wraz z separatystyczną Abchazją
8) Bez zajętej przez Pakistan części Kaszmiru
9) Nie całe terytorium państwa leży w Azji
10) Wraz z indonezyjską częścią Nowej Gwinei, leżącej w Oceanii
11) Według prawa izraelskiego
12) Część obszaru państwa leży w Europie
13) Wraz z częścią europejską
14 Wraz z należącą formalnie do Indii częścią Kaszmiru
15) Siedzibą władz jest Kolombo

### Terytoria zależne
| Terytoria zależne                        | Terytoria zależne       | Terytoria zależne  | Terytoria zależne    | Terytoria zależne                      |
| Terytorium                               | Ośrodek administracyjny | Powierzchnia [km²] | Ludność (2006 r.)    | Status                                 |
| ---------------------------------------- | ----------------------- | ------------------ | -------------------- | -------------------------------------- |
| Akrotiri                                 | Episkopi Cantonment1)   | 123                | 64002)               | terytorium zamorskie Wielkiej Brytanii |
| Brytyjskie Terytorium Oceanu Indyjskiego | nie posiada             | 60                 | brak ludności stałej | terytorium zależne Wielkiej Brytanii   |
| Dhekelia                                 | Episkopi Cantonment1)   | 130,8              | 78003)               | terytorium zamorskie Wielkiej Brytanii |
| Palestyna                                | Jerozolima              | 6 000              | 3 703 878            | brak ustalonego statusu                |
| Wyspa Bożego Narodzenia                  | Flying Fish Cove        | 135                | 2839                 | terytorium zależne Australii           |
| Wyspy Kokosowe                           | West Island             | 14                 | 574                  | terytorium zależne Australii           |

1) siedziba dowództwa dwóch baz: Akrotiri i Dhekelia; brak stolicy
2) personel bazy wojskowej, w tym ok. 1350 żołnierzy; brak stałych mieszkańców
3) personel bazy wojskowej, w tym 2212 żołnierzy; brak stałych mieszkańców

### Państwa nieuznawane
Następujące terytoria spełniają wszelkie kryteria bycia państwem, jednak nie są uznawane na arenie międzynarodowej przez inne państwa.
| Państwa nieuznawane | Państwa nieuznawane | Państwa nieuznawane | Państwa nieuznawane | Państwa nieuznawane           | Państwa nieuznawane |
| Nazwa               | Stolica             | Powierzchnia [km²]  | Ludność             | Status oficjalny              | Uwagi |
| ------------------- | ------------------- | ------------------- | ------------------- | ----------------------------- | --- |
| Abchazja            | Suchumi             | 8600                | 250 000             | autonomiczna prowincja Gruzji | Uznawana przez 5 państw |
| Cypr Północny       | Nikozja             | 3355                | 210 947             | część Cypru                   | Uznawany tylko przez Turcję |
| Osetia Południowa   | Cchinwali           | 3900                | 70 000              | część Gruzji                  | Uznawana przez 5 państw |
| Tajwan              | Tajpej              | 35 980              | 22 894 384          | prowincja Chin                | Uznawany przez 11 państw członkowskich ONZ oraz Watykan. Reszta państw świata uznaje rząd Chińskiej Republiki Ludowej jako jedyną władzę Chin – w tym Tajwanu |

## Regiony Azji

### Regiony polityczno-gospodarcze według ONZ
Azja Północna (Syberia)
     Azja Środkowa
     Azja Zachodnia (Bliski Wschód)
     Azja Południowa
     Azja Wschodnia (Daleki Wschód)
     Azja Południowo-Wschodnia

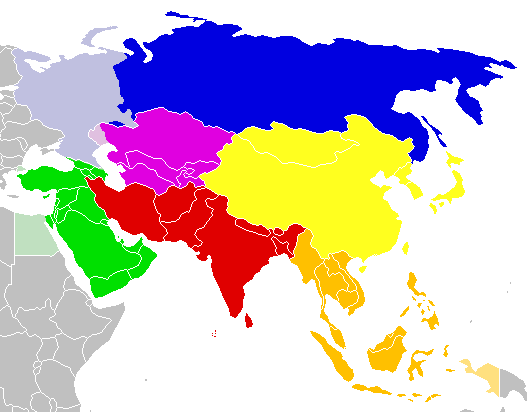
Regiony w Azji:
Azja Północna (Syberia)
Azja Środkowa
Azja Zachodnia (Bliski Wschód)
Azja Południowa
Azja Wschodnia (Daleki Wschód)
Azja Południowo-Wschodnia

Organizacja Narodów Zjednoczonych wydziela w Azji następujące regiony:
- Azja Zachodnia
  - Bliski Wschód
  - Kaukaz
- Azja Środkowa
- Azja Południowa (subkontynent indyjski)
- Azja Południowo-Wschodnia
- Daleki Wschód (Azja Wschodnia)
- Syberia (Azja Północna)

Regionalizacja ta ma charakter polityczny i jest oparta na granicach państw.

### Regionalizacja fizycznogeograficzna Azji
Najogólniejsza regionalizacja fizycznogeograficzna Azji zastosowana dotychczas w polskiej geografii fizycznej jest następująca:
1. Azja Północna
Nizina Zachodniosyberyjska
Wyżyna Środkowosyberyjska
Syberia północno-wschodnia
Daleki Wschód
obszary górskie Syberii Południowej
2. Azja Centralna
Nizina Turańska i Pogórze Kazachskie z otaczającymi górami
Kotlina Dżungarska
Kotlina Kaszgarska
Wyżyna Tybetańska
Wyżyna Mongolska
3. Azja Wschodnia
Chiny monsunowe
Mandżuria (Chiny północno-wschodnie)
Półwysep Koreański
Wyspy Japońskie
4. Azja Południowa
Półwysep Indyjski i Cejlon
Półwysep Indochiński
Archipelag Malajski i Filipiny
5. Azja Zachodnia
Azja Mniejsza
Wyżyna Armeńska
Kaukaz
Wyżyna Irańska
Nizina Mezopotamska
Wyżyna Syryjsko-Palestyńska
Półwysep Arabski

## Warunki naturalne

### Ukształtowanie poziome
Azja położona jest niemal w całości na półkulach wschodniej i północnej. Jedynie niewielkie obszary leżą na półkulach zachodniej (Półwysep Czukocki) i południowej (część Archipelagu Malajskiego).
Wyspy zajmują około 7% obszaru Azji (2,7 mln km²). Zlokalizowane są wzdłuż wschodnich i południowo-wschodnich wybrzeży w trzech archipelagach: Malajskim, Japońskim i Filipińskim. Największymi wyspami Azji są: Borneo (736 tys. km²), Sumatra (427 tys. km²), Honsiu (228 tys. km²), Celebes (197 tys. km²), Jawa (126 tys. km²), Luzon (106 tys. km²). Półwyspy zajmują 8,7 mln km² (19% powierzchni Azji). Największe z nich to: Półwysep Arabski (2,78 mln km²), Indochiński (2,17 mln km²), Indyjski (2088 tys. km²), Azja Mniejsza (0,5 mln km²), Tajmyr (0,4 mln km²), Kamczatka (0,27 mln km²) i Półwysep Koreański (0,22 mln km²).
Wody oblewające Azję należą do 3 oceanów. Na północy ląd Azji otaczają płytkie morza szelfowe: Czukockie, Wschodniosyberyjskie, Łaptiewów, Karskie; na wschodzie morza: Beringa, Ochockie, Japońskie, Żółte, Wschodniochińskie, Południowochińskie, Jawajskie, Banda, Moluckie, Seram, Flores, Sawu, Arafura; na południu wody Morza Arabskiego i Zatoki Bengalskiej. Średnia odległość od mórz wynosi 750 km, a maksymalna 2400 km.
Między półwyspami i wyspami Azji znajduje się wiele głęboko wciętych zatok i przybrzeżnych – otwartych, półzamkniętych lub zamkniętych – basenów morskich. Najważniejsze z nich znajdują się na Oceanie Atlantyckim i są to morza: Śródziemne, Czarne, Karskie, Łaptiewów, Wschodniosyberyjskie, Czukockie, Beringa, Ochockie, Japońskie, Żółte, Wschodniochińskie, Południowochińskie, Arabskie, Czerwone, tzw. Indonezyjskie Morze Śródziemne (nazwa obejmująca łącznie wszystkie morza wokół Archipelagu Malajskiego i Filipin) oraz zatoki: Bengalska i Perska.

### Ukształtowanie pionowe
Azja jest najbardziej zróżnicowanym kontynentem pod względem ukształtowania pionowego. Znajduje się tutaj zarówno najwyższy (Mount Everest, 8848 m n.p.m.), jak i najniższy punkt na powierzchni Ziemi (depresja Morza Martwego; 439.59 m p.p.m.). Maksymalna deniwelacja osiąga 9270 metrów. Azja jest – pomijając Antarktydę – obszarem o najwyższej średniej wysokości (średnia wynosi 990 metrów). Obszary poniżej 300 m n.p.m. zajmują 32,4% powierzchni (w tym 1,2% depresje), obszary o wysokościach między 300–2000 m n.p.m. 54,7% powierzchni, obszary powyżej 2000 m n.p.m. 12,9% powierzchni.
Najwyżej wzniesiona jest Azja Środkowa (zwana też czasami Azją Wysoką). Znajduje się tutaj wysokogórska Wyżyna Tybetańska otoczona potężnymi pasmami górskimi: Himalajami (od południa), Karakorum (od południowego zachodu) i Kunlun (od północy). Pasma te zbiegają się na zachodzie w węźle Pamir. Od Azji Wysokiej aż do mórz Czarnego i Śródziemnego biegnie obszar pokryty dużą liczbą pasm górskich (np. Kaukaz, Góry Pontyjskie, Zagros).
Obszary nizinne występują w jej północno-zachodniej części, są to niziny: Turańska, Zachodnio- i Północnosyberyjska, na wschodzie leży Nizina Północnochińska, na południu niziny Gangesu, Indusu i Mezopotamii. Wielkie obszary wyżynne występują na północy (Wyżyna Środkowosyberyjska), zachodzie (Pogórze Kazachskie) i południu (wyżyna Dekan, Półwysep Indyjski). Wyżyna Dekan opada ku wschodowi i zachodowi krawędziowymi górami (Ghaty Wschodnie i Zachodnie), podobnie krawędziowe góry towarzyszą zachodnim i południowym brzegom Półwyspu Arabskiego.
Wysoko położone obszary wyżynne, otoczone pasmami górskimi, stanowią integralną część Azji Zachodniej i Centralnej. Na zachodzie są to wyżyny: Anatolijska, Armeńska i Irańska. Wśród licznych otaczających je łańcuchów górskich należy wymienić góry: Pontyjskie, Taurus, Kaukaz, Elburs, Kopet-dag, Zagros i Mekran. Dalej ku wschodowi wysokości pasm górskich wzrastają. Znajduje się tu najpotężniejszy na świecie węzeł górski – Pamir, nazywany Dachem Świata, w którym zbiegają się jedyne na świecie łańcuchy górskie, przekraczające 7000 m n.p.m.: Tienszan, Hindukusz, Karakorum, Himalaje oraz Kunlun i Hengduan Shan.
Południowym przedłużeniem Gór Syczuańskich są pasma górskie Półwyspu Indochińskiego i Archipelagu Malajskiego. Między Himalajami a Kunlunem znajduje się, uważana za najwyżej położoną na świecie, Wyżyna Tybetańska, a między Kunlunem i Tienszanem wyżynna Kotlina Kaszgarska. Dalej na północnym wschodzie znajduje się rozległa Wyżyna Mongolska, którą otaczają pasma: Ałtaju, Sajanów, Gór Jabłonowych i Wielkiego Chinganu. Wschodnia część Syberii stanowi również obszar wyżynno-górski. Rozległe płaskowyże (m.in. wyżyny Ałdańska, Zejsko-Burejska, Anadyrska) oddzielone są od siebie górami, między innymi Czerskiego, Wierchojańskimi, Kołymskimi, Koriackimi i Sichote-Aliń, a także górami Kamczatki. Obszary górskie przeważają też na Półwyspie Koreańskim, w południowych Chinach, na Wyspach Japońskich, Tajwanie i Filipinach.
Znaczne obszary (ok. 16,5 mln km²) Azji zajmują pustynie, występujące zarówno w strefach zwrotnikowej (Półwysep Arabski, Nizina Hindustańska) i podzwrotnikowej (pustynie Iranu), jak i umiarkowanej oraz kontynentalnej (Nizina Turańska, Kotlina Kaszgarska, pustynia Gobi).

### Budowa geologiczna
Azja leży w większości na płycie eurazjatyckiej. Wyróżnić można także pozostałe cztery platformy. Platforma syberyjska składa się z prekambryjskich skał metamorficznych. Platforma chińska była pierwotnie północną częścią Gondwany i na przełomie paleozoiku i mezozoiku przyłączyła się do Azji. Platforma dekańska oddzieliła się od Gondwany w jurze, do Azji przyłączyła się w trzeciorzędzie; obejmuje Półwysep Indyjski oraz Cejlon. Platforma Arabska obejmuje Półwysep Arabski; oddzieliła się w trzeciorzędzie od platformy afrykańsko-arabskiej.

### Strefy roślinne
Wieczne lody Arktyki zajmują północne krańce kontynentu azjatyckiego graniczące z Oceanem Arktycznym – biegunem północnym. Występują tu noc i dzień polarny. Wieczne lody Arktyki zwane są trafnie pustynią lodową. W tym środowisku życie skupia się wokół morza. Mimo ekstremalnych warunków pustynie lodowe nie są pozbawione roślin. Na wystających spod lodu skałach można spotkać porosty, a w szczelinach skalnych mchy. Na glinianej glebie pojawiają się darnie. Pojedynczo i rzadko rosną tu także rośliny kwiatowe m.in. arktyczne gatunki skalnic, jaskrów, głodków czy niezapominajek.
Tundra zajmuje północne krańce kontynentu Azjatyckiego. Z południa na północ przechodzi w pustynię lodową. Ma klimat delikatniejszy od arktycznego, lecz i tak bardzo ostry. Występują tu noc i dzień polarny. Tundra jest bezleśną krainą. Drzewa nie są w stanie tu przetrwać. Rosną tu jedynie skarłowaciałe gatunki brzóz, wierzb, sosen, świerków, np.: brzoza karłowata, wierzba zielna, wierzba polarna. W miarę jak warunki stają się suchsze, wzrasta znaczenie porostów. Gdy tundra jest wilgotna, więcej na niej mchów.
Tajga zajmuje gruby „pas” opasający Azję poniżej koła podbiegunowego północnego. Stanowi największy lądowy biom świata, zachowany w bardzo dobrym stanie dzięki małej eksploatacji przez człowieka. Dość ostry klimat i kwaśna uboga gleba umożliwiają egzystencję drzewom iglastym. Drzewa szpilkowe są najlepiej przystosowane do życia w tej strefie: igły są trwałe, skórkowate, odporne na mróz. Dlatego drzewa liściaste, np.: brzozy, olsze, topole, wierzby stanowią tylko domieszkę. W lasach borealnych (tajdze) dominuje zwykle jeden z gatunków sosny, świerka, jodły czy modrzewia. Na Syberii np. przeważają świerk syberyjski i modrzew syberyjski. Na dalekim wschodzie modrzew dahurski. W lasach sosnowych i modrzewiowych warstwa runa jest bogata, tworzą ją borówka brusznica, mącznica lekarska, bażyna czarna, porosty, głównie chrobotki i płucnice. W lasach jodłowych i świerkowych panuje mrok, dlatego runo jest mniej rozwinięte, rosną tu borówki czarne, szczawik zajęczy, gruszyczki, widłaki i mchy. W lasach borealnych z powodu zmarzliny zatrzymującej wodę jest dużo mokradeł i torfowisk (w Azji, głównie w zachodniej Syberii). Torfowiska wysokie tworzą głównie mchy torfowe. Mało tu roślin kwiatowych. Reprezentują je żurawina błotna, modrzewnica zwyczajna, borówka bagienna, bażyna czarna. Na torfowiskach niskich więcej jest turzyc, wełnianek i bagnic torfowych.
Step rozciąga się od Uralu po górny bieg rzeki Ob (w postaci stepów południowosyberyjskich). Na wschodzie duże powierzchnie pokrywają stepy Zabajkala łączące się ze stepami Mongolii i północnych Chin. Cechą charakterystyczną stepu Syberyjskiego są rozsiane na ich obszarze enklawy z roślinnością solniskową, laskami brzozowo-osikowymi i sosnowymi. Trzcinowiska zajmują zabagnienia terenu. Nad wszystkimi roślinami dominują trawy. Stepy wschodniej części Azji mają charakter jeszcze bardziej trawiasty. Roślinność jest tu dosyć monotonna.
Chłodne pustynie i półpustynie Azji zajmują środek kontynentu azjatyckiego. Pokrywę roślinną stanowią przeważnie luźno rozrzucone kępy traw i ziół, między którymi pojawiają się okresowo rośliny efemeryczne. Można tu spotkać krzewy oraz byliny osiągające nawet 5 m. Chłodne pustynie i półpustynie Azji zgrupowane są zasadniczo w dwóch regionach – są to pustynie środkowoazjatyckie (kazachstańsko-dżungarskie i irańsko-turańskie) oraz centralnoazjatyckie (pustynne wyżyny Azji centralnej). W Azji środkowej największą powierzchnię zajmują pustynie piaszczyste ze stosunkowo bogatą roślinnością składającą się z traw, turzyc, roślin motylkowych i krzewiastych saksaułów. Dużo jest ziół i innych roślin efemerycznych. W Azji centralnej brak jest roślinności efemerycznej. Szatę roślinną tworzą trawa (np. wysoka trawa czij) i krzewy, m.in. karagan i rokitnik.
Lasy liściaste strefy umiarkowanej Azji zajmują wschód tego kontynentu i wyspę Honsiu. Monsunowe wiatry sprawiają, że zima jest tu raczej bezśnieżna. Podobnie jak w Europie lasy liściaste Azji są zróżnicowane w zależności od siedliska, jakie zajmują. Występują tu odpowiedniki polskich dąbrów, łęgów, grądów, ale złożone z zupełnie innych gatunków. Tak np. na wyżynach rosną bogate lasy z dębem mongolskim, lipą mandżurską i korkowcem amurskim. Na nizinach i w dolinach rzek rosną lasy z lipą amurską, jesionem mandżurskim i orzechem mandżurskim. W warstwie krzewów rosną wiciokrzew, lilak, różaneczniki i ligustry. W lasach Dalekiego Wschodu występują miłorząb dwuklapowy i magnolie.
Lasy zwrotnikowe i sawanny Azji zajmują Półwysep Indyjski i wyżyny Gór Południowochińskich. O ich charakterze decyduje długość dwóch pór roku (pory sucha i deszczowa). Lasy zwrotnikowe w trakcie pory deszczowej trudno odróżnić od równikowych, również ze względu na niektóre wspólne gatunki, np.: Teczyna. Już jednak w porze suchej większość lasów zwrotnikowych traci liście, a równikowe są wiecznie zielone. W krajobrazie sawann charakterystyczne są dwa elementy: zwarta warstwa traw (dominuje wśród nich Imperata cylindrica, zwana trawą alang alang) oraz rzadko rozmieszczone pojedyncze drzewa.
Wilgotne lasy równikowe Azji zajmują zachodnie wybrzeża półwyspu Dekan, Nizinę Gangesu, Irawadi, Półwysep Indochiński i większość wysp Archipelagu Malajskiego. Są to wiecznie zielone lasy, w których nie dochodzi do zmian pór roku. Zasadniczo las ten składa się z warstw drzew, krzewów i runa. Runo jest bardzo słabo rozwinięte, warstwę krzewów tworzą zwykle młode drzewa. Warstwa drzew jest najbujniejsza. W koronach drzew roi się od lian, epifitów, mszaków, glonów i porostów. Z równikowych lasów Azji pochodzą cynamonowiec, muszkatołowiec i pieprz.
Do obszarów górzystych zaliczają się południowe stoki Himalajów, na których rosną wiecznie zielone lasy równikowe i zwrotnikowe. Sięgają one zwykle około 3000 m n.p.m. Rosną w nich dąb, klon, magnolia, bambus. Powyżej znajdują się lasy z jodłą, cisem, choiną i różanecznikami, które sięgają 4200 m n.p.m. Jeszcze wyżej rosną zarośla krzewiaste z brzozami i różanecznikami, a ponad nimi murawy alpejskie. Piętro wiecznych śniegów zaczyna się na wysokości 4400–5700 m n.p.m. Na północnych stokach Himalajów rozwijają się zbiorowiska pustynne i półpustynne. Przechodzą one w murawy alpejskie.

### Stosunki wodne

#### Rzeki
Najdłuższymi rzekami Azji są: Jangcy (6300 km), Huang He (5464 km), Amur (4510 km), Mekong (4500 km), Lena (4400 km), Jenisej (4102 km), Ob (4338 km), Indus (3180 km) i Syr-daria (3078 km). Najdłuższą rzeką Azji, stanowiącą dopływ innej rzeki, jest wpadający do Obu Irtysz (4248 km). Największe dorzecza posiadają rzeki syberyjskie: Ob (2975 tys. km²), Jenisej (2580 tys. km²), Lena (2490 tys. km²) i Amur (1855 tys. km²). Najwięcej wody do Oceanu Spokojnego odprowadza Jangcy (35 tys. m³/s), największą ilość zawiesiny (2,18 mld t rocznie) niosą Ganges z Brahmaputrą, tworzące u wspólnego ujścia potężną deltę. W środkowej i zachodniej Azji wiele rzek ma charakter okresowy lub epizodyczny. Liczne rzeki, powstające w górach, mają w górnym biegu charakter stały, ale kończą swój bieg w niewielkich bezodpływowych jeziorach (np. Tarym o długości 2030 km) lub wręcz w piaskach pustyń.

#### Jeziora
Największe jeziora występują w północnej, środkowej i zachodniej części Azji, są to – oprócz Morza Kaspijskiego – silnie wysychające obecnie Jezioro Aralskie (ok. 33,6 tys. km²), najgłębszy na świecie Bajkał (powierzchnia 31,5 tys. km²) i częściowo słone jezioro Bałchasz (17–22 tys. km²). Syberia, szczególnie zachodnia, jest miejscem występowania rozległych obszarów bagiennych.

#### Lodowce
Współczesne zlodowacenie Azji zajmuje największe przestrzenie na wyspach arktycznych, w daleko na północ wysuniętych górach Syberii: Byrranga (Tajmyr), Czerskiego, Wierchojańskich (Jakucja), Koriackich (Kamczatka) oraz w wysoko wzniesionych pasmach Azji Centralnej (Karakorum, Himalaje, Hindukusz, Pamir, Tienszan, Kunlun, Ałtaj) i Zachodniej (Kaukaz). Linia wiecznego śniegu, przebiegająca na wyspach arktycznych na poziomie morza, najwyżej wznosi się w Azji Środkowej, w wysokich pasmach górskich, położonych w skrajnie suchym, kontynentalnym klimacie zwrotnikowym. W Tybecie, w Transhimalajach dochodzi do 6100 m n.p.m. Największe lodowce znajdują się w: Karakorum (Sjaczen – 1180 km², Baltoro – 755 km², Hispar – 622 km²), Pamirze (Fedczenki – 995 km²) i Tienszanie (Inylczek Południowy – 500 km²).

## Ludność i urbanizacja
Azję zamieszkuje 4,4 mld ludzi (dane z 2015 roku), co stanowi 60% ludności świata. Obszar cechuje się wysokim średnim wskaźnikiem przyrostu naturalnego (17‰). Najwyższe wartości osiąga on w Syrii (37,1‰), Iraku (36,8‰) i Jemenie (36,7‰), najniższy – w Japonii (-0,2‰). W Azji nastąpiła eksplozja demograficzna, czyli gwałtowny wzrost liczby ludności w krótkim czasie. Przyczynami są: malejący współczynnik zgonów, poprawa warunków życia, lepsza opieka zdrowotna. Ludność rozmieszczona jest nierównomiernie (w Azji południowo-wschodniej mieszka 75% ludności tego kontynentu, obszary słabo zaludnione: obszary pustynne i górzyste, Syberia). Średnia gęstość zaludnienia wynosi 90 os./km kwadratowy. Najliczniejszą grupę stanowią ludzie ras białej i żółtej (odpowiednio 55% i 43% ogółu mieszkańców).
Obszary Niziny Hindustańskiej, Jawy i Niziny Południowochińskiej stanowią najgęściej zaludnione obszary świata (powyżej 600 osób/km²). Inne tereny, m.in. wysokie góry, pustynie Azji Środkowej, daleka Północ, są praktycznie niezaludnione.
Największymi miastami Azji są: Tokio (13,0 mln), Mumbaj (13,0 mln), Karaczi (12,0 mln), Delhi (11,0 mln), Seul (11,0 mln), Stambuł (10,3 mln), Szanghaj (10,0 mln), Dżakarta (9,2 mln), Pekin (7,5 mln), Teheran (7,3 mln), i Bangkok (7,0 mln).
Największe zespoły miejskie tworzą: Tokio (35,0 mln), Seul (23,0 mln), Mumbaj (20,0 mln), Nowe Delhi (20,0 mln), Kolkata (15,6 mln), Pekin (15,0 mln), Osaka (13,5 mln), Szanghaj (13 mln).
Azja jest kolebką najstarszych cywilizacji globu ziemskiego: sumeryjskiej, hetyckiej, hebrajskiej, perskiej, indyjskiej, chińskiej, mongolskiej itp. Badaniem tych kultur zajmują się odpowiednie działy orientalistyki.
Religia:
- Religie abrahamowe, m.in. chrześcijaństwo, islam, judaizm, bahaizm, jezydyzm
- Religie dharmiczne, m.in.: hinduizm, dźinizm czy różne formy buddyzmu
- Lokalne religie politeistyczne, np. shintō
- Inne wierzenia, np. zaratusztrianizm
- Religie synkretyczne, np. czondoizm, synkretyzm shintō-buddyjski
- Systemy na pograniczu filozofii i religii, np. konfucjanizm, taoizm
- najwięcej wyznawców mają islam i hinduizm Osobny artykuł: Protestantyzm na świecie#Azja.

## Rekordy kontynentu azjatyckiego
Największy półwysep – Półwysep Arabski (2789 tys. km²)
Największa wyspa – Borneo (746 tys. km²)
Największy archipelag – Archipelag Malajski (2870 tys. km²)
Największe jezioro – Morze Kaspijskie (374 tys. km²)
Najgłębsze jezioro/największa kryptodepresja – jezioro Bajkał (1637 m p.p.m.)
Najdłuższa rzeka – Jangcy – 6300 km
Najwyższy szczyt – Mount Everest (Czomolungma) (8848 m n.p.m.)
Największa depresja – Morze Martwe (~439.59 m p.p.m.)
Najwyższa wyżyna – Wyżyna Tybetańska (5500 m n.p.m. o powierzchni ok. 2,5 mln km²)
Największa delta rzeczna – Ganges z Brahmaputrą (2/3 powierzchni Polski)
Najniższa temperatura – Tomtor (−72,2 °C)
Najwyższa temperatura – Tirat Cewi, Izrael (+53,9 °C)
Największe opady – Czerapuńdżi – ~11 tys. mm / w 1861 r. (22 987 mm)
Najludniejsze państwo – Chiny (~1,32 mld w 2007 r.)
Największe państwo – Rosja (~17 075 253 km²)
Państwo o największej gęstości zaludnienia – Singapur (6751 osób/km²)
Państwo o najniższej gęstości zaludnienia – Mongolia (1,89 osób/km²)
Najludniejsza aglomeracja – Tokio (37,9 mln w 2005 r.)
Najdłuższa nazwa miasta – Miasto aniołów, wielkie miasto, wieczny klejnot, niezdobywalne miasto boga Indry, wspaniała stolica świata wspomaganego przez dziewięć pięknych skarbów, miasto szczęśliwe, obfitujące w ogromny Pałac Królewski, który przypomina niebiańskie miejsce gdzie rządzi zreinkarnowany bóg, to miasto dane przez Indrę, zbudowane przez Wisznu – pełna nazwa Bangkoku